# 43. ceremonia wręczenia Oscarów
43. ceremonia rozdania Oscarów odbyła się 15 kwietnia 1971 roku w Dorothy Chandler Pavilion w Los Angeles.

## Laureaci

### Najlepszy film
- Frank McCarthy – Patton
- Ross Hunter – Port lotniczy
- Bob Rafelson, Richard Wechsler – Pięć łatwych utworów
- Howard G. Minsky – Love Story
- Ingo Preminger – MASH

### Najlepszy aktor
- George C. Scott – Patton
- Jack Nicholson – Pięć łatwych utworów
- James Earl Jones – Wielka nadzieja białych
- Melvyn Douglas – Nigdy nie śpiewałem dla mojego ojca
- Ryan O’Neal – Love Story

### Najlepszy aktor drugoplanowy
- John Mills – Córka Ryana
- Gene Hackman – Nigdy nie śpiewałem dla mojego ojca
- Chief Dan George – Mały Wielki Człowiek
- John Marley – Love Story
- Richard S. Castellano – Zakochani i inni

### Najlepsza aktorka
- Glenda Jackson – Zakochane kobiety
- Carrie Snodgress – Pamiętnik szalonej gospodyni
- Jane Alexander – Wielka nadzieja białych
- Ali MacGraw – Love Story
- Sarah Miles – Córka Ryana

### Najlepsza aktorka drugoplanowa
- Helen Hayes – Port lotniczy
- Maureen Stapleton – Port lotniczy
- Karen Black – Pięć łatwych utworów
- Lee Grant – Właściciel
- Sally Kellerman – MASH

### Najlepsza scenografia i dekoracje wnętrz
- Urie McCleary, Gil Parrondo, Antonio Mateos i Pierre-Louis Thevenet – Patton
- Alexander Golitzen, E. Preston Ames, Jack D. Moore i Mickey S. Michaels – Port lotniczy
- Tambi Larsen i Darrell Silvera – Molly Maguire
- Terence Marsh, Robert Cartwright i Pamela Cornell – Opowieść wigilijna
- Jack Martin Smith, Yoshirō Muraki, Richard Day, Taizô Kawashima, Walter M. Scott, Norman Rockett i Carl Biddiscombe – Tora! Tora! Tora!

### Najlepsze zdjęcia
- Freddie Young – Córka Ryana
- Ernest Laszlo – Port lotniczy
- Fred J. Koenekamp – Patton
- Charles F. Wheeler, Osamu Furuya, Shinsaku Himeda i Masamichi Satoh – Tora! Tora! Tora!
- Billy Williams – Zakochane kobiety

### Najlepsze kostiumy
- Vittorio Nino Novarese – Cromwell
- Edith Head – Port lotniczy
- Donald Brooks i Jack Bear – Urocza Lili
- Bill Thomas – Hawajczycy
- Margaret Furse – Opowieść wigilijna

### Najlepsza reżyseria
- Franklin J. Schaffner – Patton
- Federico Fellini – Satyricon
- Arthur Hiller – Love Story
- Robert Altman – MASH
- Ken Russell – Zakochane kobiety

### Pełnometrażowy film dokumentalny
- Bob Maurice – Woodstock
- Harald Reinl – Erinnerungen an die Zukunft
- Jim Jacobs – Jack Johnson
- Ely A. Landau – King: A Filmed Record... Montgomery to Memphis
- David H. Vowell – Say Goodbye

### Krótkometrażowy film dokumentalny
- Joseph Strick – Interviews With My Lai Veterens
- Robert D. McBride – The Gifts
- Bob Aller – A Long Way from Nowhere
- Vivien Carey; Patrick Carey – Oisin
- Horst Dallmayr, Robert Ménégoz – Time Is Running Out

### Najlepszy montaż
- Hugh S. Fowler – Patton
- Stuart Gilmore – Port lotniczy
- Danford B. Greene – MASH
- James E. Newcom, Pembroke J. Herring, Chikaya Inoue – Tora! Tora! Tora!
- Thelma Schoonmaker – Woodstock

### Najlepszy film nieangielskojęzyczny
- Elio Petri – Śledztwo w sprawie obywatela poza wszelkim podejrzeniem
- Maximilian Schell – Erste Liebe
- Raoul Coutard – Hoa-Binh
- Jacques Boigelot – Paix sur les champs
- Luis Buñuel – Tristana

### Najlepsza muzyka
- Francis Lai – Love Story
- Alfred Newman – Port lotniczy
- Frank Cordell – Cromwell
- Henry Mancini – Słoneczniki
- Jerry Goldsmith – Patton

### Najlepszy oryginalny dobór piosenek
- The Beatles – Let It Be
- Fred Karlin, Tylwyth Kymry – The Baby Maker
- Rod McKuen, John Scott Trotter, Bill Melendez, Alan Shean, Vince Guaraldi – Charlie Brown i jego kompania
- Henry Mancini, Johnny Mercer – Urocza Lili
- Leslie Bricusse, Ian Fraser, Herbert W. Spencer – Opowieść wigilijna

### Najlepsza piosenka
- Fred Karlin, Robb Wilson, Arthur James – "For All We Know"
z filmu Zakochani i inni
- Henry Mancini, Johnny Mercer – "Whistling Away the Dark"
z filmu Urocza Lili
- Riz Ortolani, Arthur Hamilton – "Till Love Touches Your Life"
z filmu Madron
- Michel Legrand, Alan Bergman, Marilyn Bergman – "Pieces of Dreams"
z filmu Pieces of Dreams
- Leslie Bricusse – "Thank You Very Much"
z filmu Opowieść wigilijna

### Najlepszy dźwięk
- Douglas Williams i Don Bassman – Patton
- Ronald Pierce, David H. Moriarty – Port lotniczy
- Gordon K. McCallum, John Bramall – Córka Ryana
- Murray Spivack, Herman Lewis – Tora! Tora! Tora!
- Dan Wallin, L.A. Johnson – Woodstock

### Najlepsze efekty specjalne
- A. D. Flowers i L. B. Abbott – Tora! Tora! Tora!
- Alex Weldon – Patton

### Krótkometrażowy film animowany
- Nick Bosustow – Is It Always Right To Be Here?
- Robert Mitchell, Dale Case – The Further Adventures of Uncle Sam: Part Two
- Cameron Guess – The Shepherd

### Krótkometrażowy film aktorski
- John Longenecker – The Resurection Of Broncho Billy
- Robert Siegler – Shut Up... I'm Crying
- John D. Hancock – Sticky My Fingers... Fleet My Feet

### Najlepszy scenariusz oryginalny
- Francis Ford Coppola, Edmund H. North – Patton
- Bob Rafelson, Carole Eastman – Pięć łatwych utworów
- Norman Wexell – Joe
- Erich Segal – Love Story
- Éric Rohmer – Moja noc u Maud

### Najlepszy scenariusz adaptowany
- Ring Lardner, Jr – MASH
- George Seaton – Port lotniczy
- Robert Anderson – Nigdy nie śpiewałem dla mojego ojca
- Joseph Bologna, David Zelag Goodman, Renée Taylor – Zakochani i inni
- Larry Kramer – Zakochane kobiety

### Oscar Honorowy
- Lillian Gish – za całokształt pracy aktorskiej
- Orson Welles – za całokształt osiągnięć jako reżyser i aktor